# Java
Java (indonezijsko Jawa) je otok v Jugovzhodni Aziji, ki pripada Indoneziji. Na otoku, velikem 124.400 km², živi približno 150 milijonov ljudi (okrog 56 % indonezijskega prebivalstva), s čimer je Java eno najgosteje poseljenih območij sveta. Na njem ležita tudi indonezijska prestolnica, Džakarta, in drugo največje mesto, Surabaja.
Otok ognjeniškega izvora leži v Indijskem oceanu med Sumatro na zahodu, Balijem na vzhodu, Borneom na severu in Božičnim otokom na jugu. Gorski greben, ki poteka od vzhoda proti zahodu, tvori 83 vrhov, ki so ali so bili vsi aktivni ognjeniki. Med njimi je tudi Merapi, najaktivnejši indonezijski ognjenik, najvišji vrh pa je Semeru s 3676 m.n.m.